# Bronisława Dłuska

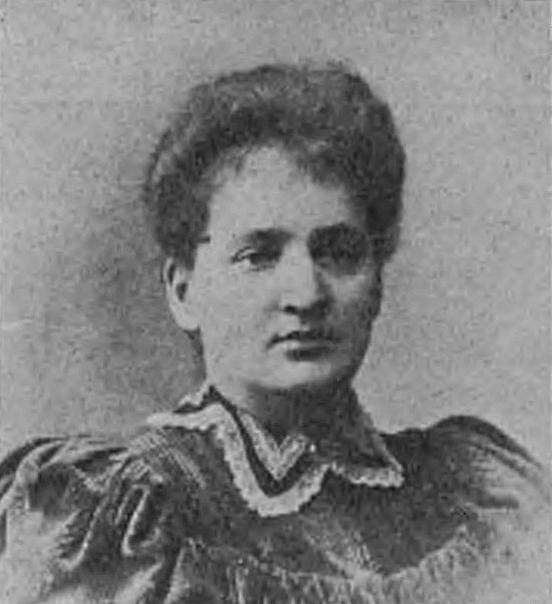
Bronisława Dłuska (um 1900)

Bronisława Dłuska (* 28. März 1865 in Warschau, Russisches Kaiserreich; † 15. April 1939 ebenda, Polen, geborene Bronisława (Bronia) Skłodowska) war eine Ärztin, die in Frankreich, im Königreich Galizien und Lodomerien und in Polen praktizierte. 1932 wurde sie erste Direktorin des Radium-Instituts in Warschau (Instytut Radowy w Warszawie, heute Centrum Onkologii – Instytut im. Marii Skłodowskiej), das sie aufgebaut hatte und auf Initiative ihrer jüngeren Schwester, der Nobelpreisträgerin Marie Curie, gegründet wurde.

## Leben und Wirken

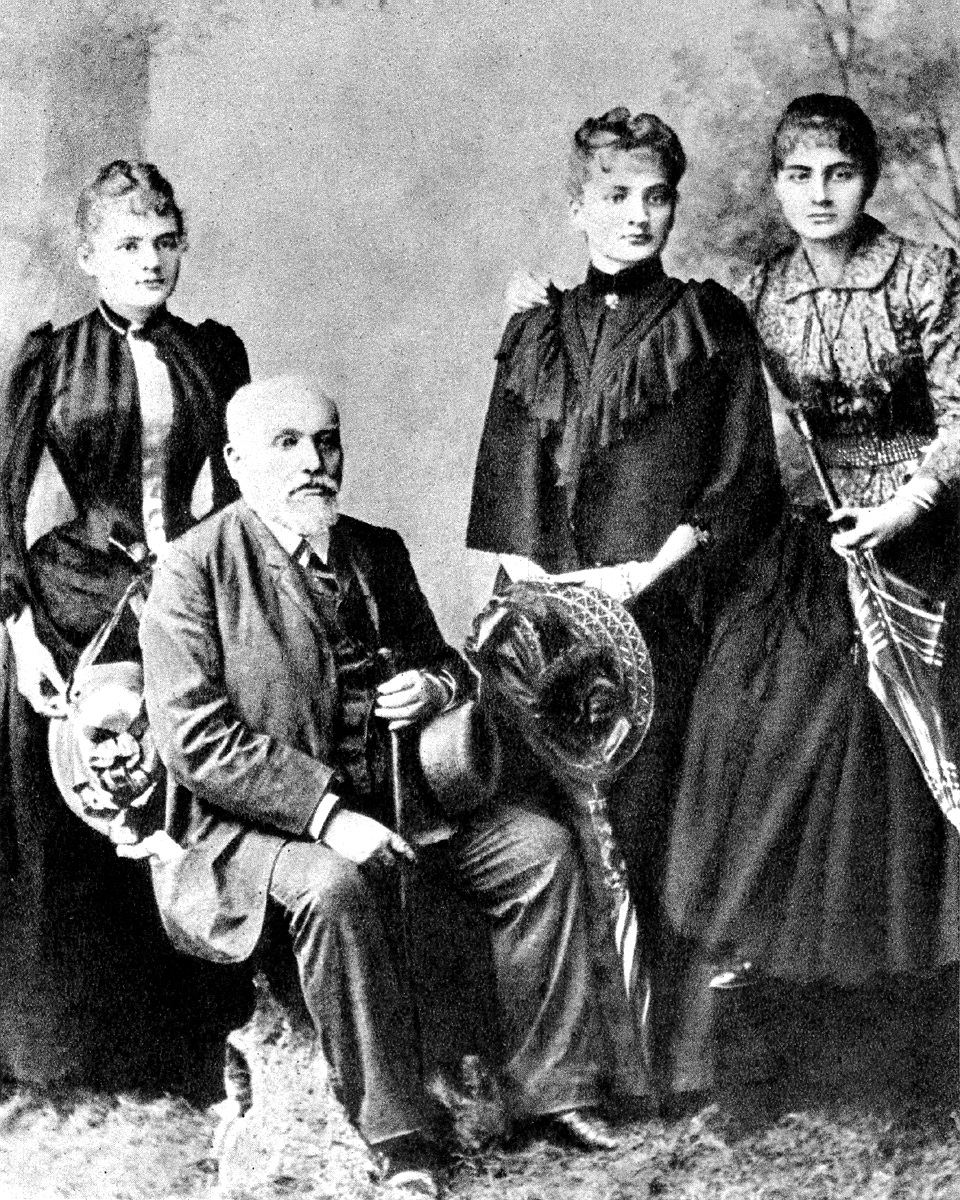
Bronisława (Mitte) mit ihrem Vater und den Schwestern Marie und Helena (rechts)

Bronisława Skłodowska war das drittälteste von fünf Kindern des Lehrerehepaares Bronisława und Władysław Skłodowski. Die Eltern entstammten der Szlachta, dem niederen polnischen Landadel, und zählten somit zur polnischen Intelligenzija. Ihr Vater hatte in Sankt Petersburg studiert und unterrichtete Mathematik und Physik an verschiedenen staatlichen und privaten Schulen. Ihre Mutter hatte die einzige private Mädchenschule in Warschau besucht, das Mädchenpensionat in der ulica Freta. Anschließend war sie dort Lehrerin und später Schulleiterin, bis sie nach der Geburt der jüngsten Tochter Maria ihren Posten aufgab. 1873 wurde der Vater als polnischer Patriot aus dem Schuldienst entlassen, und die Familie war aus finanziellen Gründen gezwungen, ein Pensionat zu eröffnen. Die an Tuberkulose erkrankte Mutter starb im Mai 1878, und Bronisława versorgte ihre drei Geschwister und den Vater. Ihre ältere Schwester Zofja war 1876 an Typhus gestorben.
1882 beendete Bronisława ihre Schulausbildung mit einer Goldmedaille. In Polen waren Frauen an Universitäten nicht zugelassen, deshalb nahm sie an Kursen der von Jadwiga Szczawińska-Dawidowa heimlich gegründeten Fliegenden Universität (Uniwersytet Latający) teil, in der sie auch später Kurse gab. 1884 ging sie nach Paris, um an der Sorbonne Medizin zu studieren. Während dieser Zeit wurde sie von ihrer Schwester Maria finanziell unterstützt.
1890 konnte Skłodowska ihr Studium mit den Schwerpunkten Gynäkologie und Geburtshilfe abschließen. 1894 wurde sie mit einer Arbeit über das Stillen promoviert. Sie heiratete den Arzt und Exilpolen Kazimierz Dłuski. Das Paar hatte eine Tochter, Helena (1892–1921), und einen Sohn, Jakub (1898–1903). Sie führten in der rue d'Allemagne in der Nähe des Gare du Nord einen Salon für Exilpolen, Zuwanderer und Staatenlose. 1891 kam ihre Schwester Maria zum Studium nach Paris und wohnte ein Jahr bei ihnen, in der Folgezeit von ihrer Schwester Bronia finanziell unterstützt.

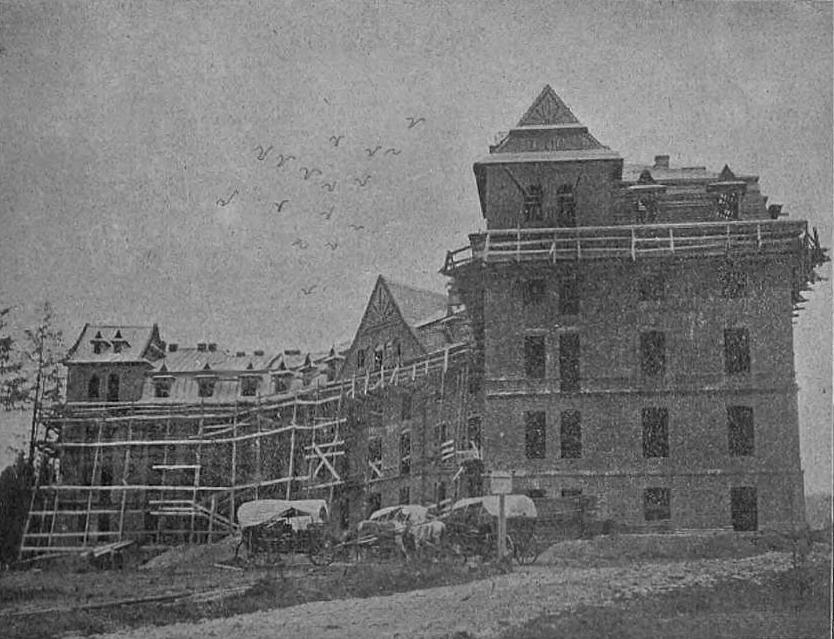
Bau des Dłuski-Sanatoriums bei Zakopane (1901)

1898 kehrte die Familie nach Polen zurück und eröffnete in Kościelisko bei Zakopane ein Sanatorium für Lungenkranke. Der Ort in der Hohen Tatra gehörte damals zur Habsburgermonarchie. Dłuski war weiterhin die Einreise in den russischen Teil Polens verwehrt. Nach dem Ersten Weltkrieg wurde Polen als unabhängige Zweite Polnische Republik wieder ein souveräner Staat. Kazimierz Dłuski war 1919 als Delegierter der Republik Zakopane bei der Friedenskonferenz von Versailles zugegen. Das Ehepaar konnte dann nach Warschau zurückkehren und ein Tuberkulosesanatorium im Vorort Anin eröffnen.
Nachdem 1920 das erste Radium-Institut eröffnet worden war, arbeitete Marie Curie an der Einrichtung eines zweiten Instituts in Warschau. Der Grundstein wurde 1925 gelegt. Bronisława Dłuska wurde Gründungsdirektorin und beaufsichtigte den Bau und die Einstellung des Personals, während Marie in den Vereinigten Staaten und Frankreich Geld sammelte. 1930 starb Dłuski. Bronisława Dłuska konnte am 29. Mai 1932 das Radium-Institut offiziell eröffnen und blieb weiterhin Direktorin. Sie starb am 15. April 1939 und wurde im Grab der Familie Skłodowski auf dem Powązki-Friedhof mit ihren Eltern, ihren Schwestern Zofia und Helena und dem Bruder Józef begraben.

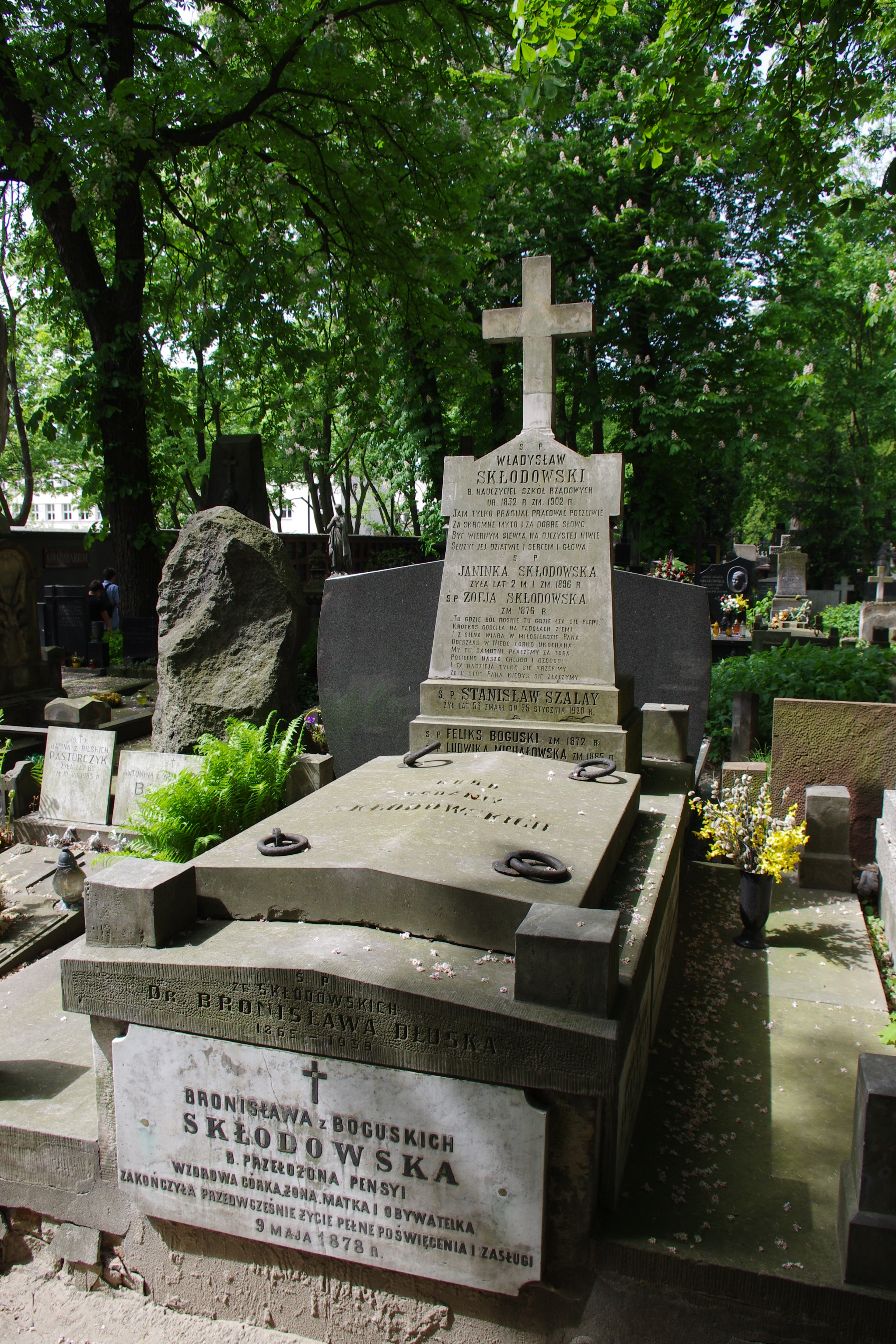
Grab der Familie Skłodowski auf dem Powązki-Friedhof in Warschau; die Inschrift für Dłuska befindet sich an der Vorderseite über der Tafel für ihre Mutter

### Ehrungen
Bronisława Dłuska erhielt 1930 das Verdienstkreuz der Republik Polen (Krzyż Zasługi), 1937 das Kommandeurskreuz des Ordens Odrodzenia Polski, ferner die Unabhängigkeitsmedaille (Medal Niepodległości). 

### Helena Dłuska
Ihre Tochter Helena Dłuska (* 13. April 1892 in Paris; † 16. Oktober 1921 in Chicago) war eine bekannte polnische Bergsteigerin, die einige Erstbesteigungen in der Hohen Tatra durchführte. Nach einem Unfall im Oktober 1909 musste sie sich auf Bergwanderungen beschränken. 1920 emigrierte sie nach Amerika, wo sie in der Redaktion des Dziennik Ludowy arbeitete. Sie starb durch eine Gasvergiftung (Suizid).